# Bad Iburg

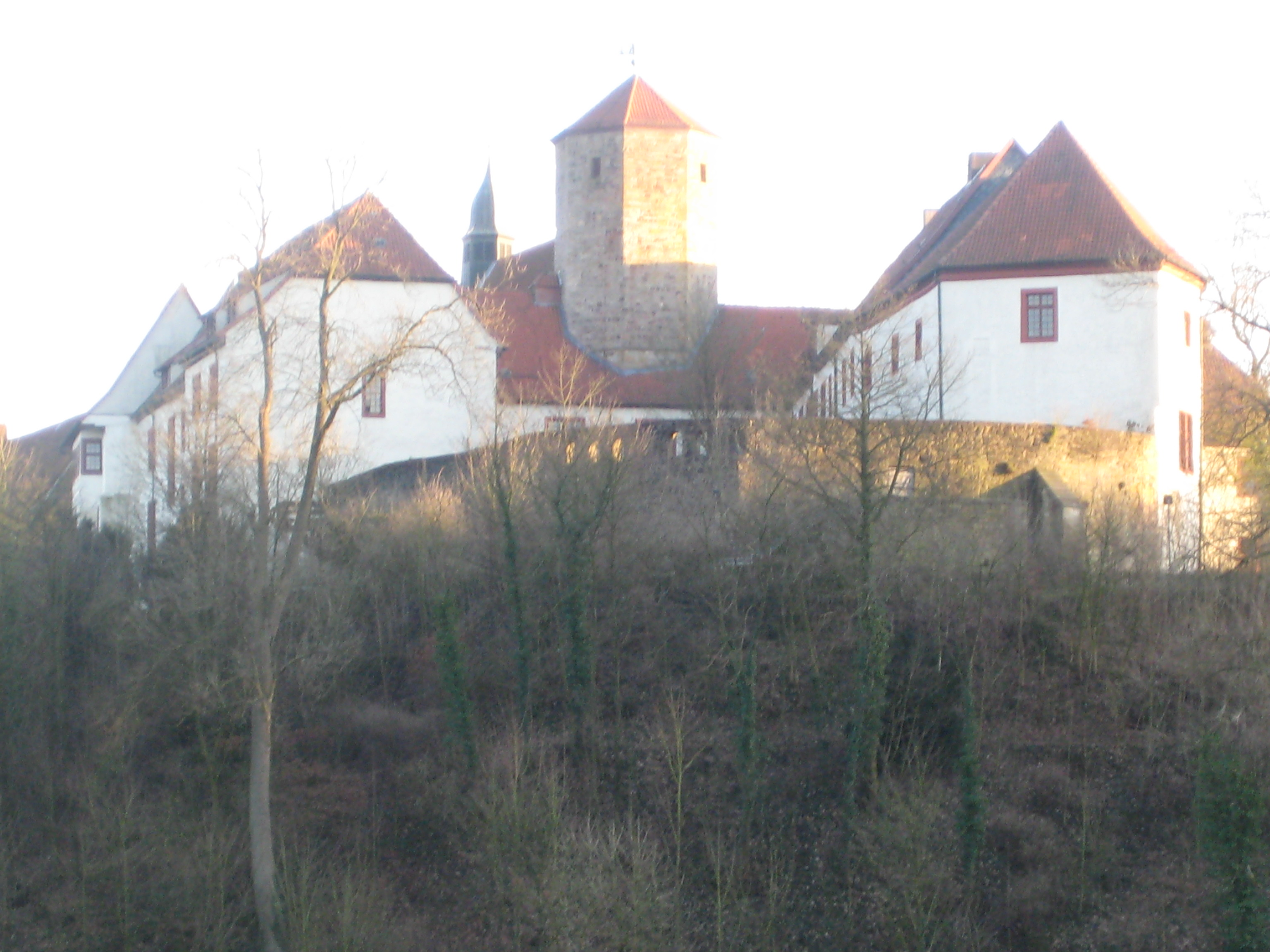
Lâu đài và Bennoturm

Bad Iburg  là một thị xã ở huyện Osnabrück, bang Niedersachsen, Đức. Đô thị này có diện tích 36,44 km². Đô thị này nằm ở rừng Teutoburg, 16 km về phía nam của Osnabrück.
Bad Iburg gồm các khu vực: Glane, Ostenfelde, Sentrup and Visbeck.

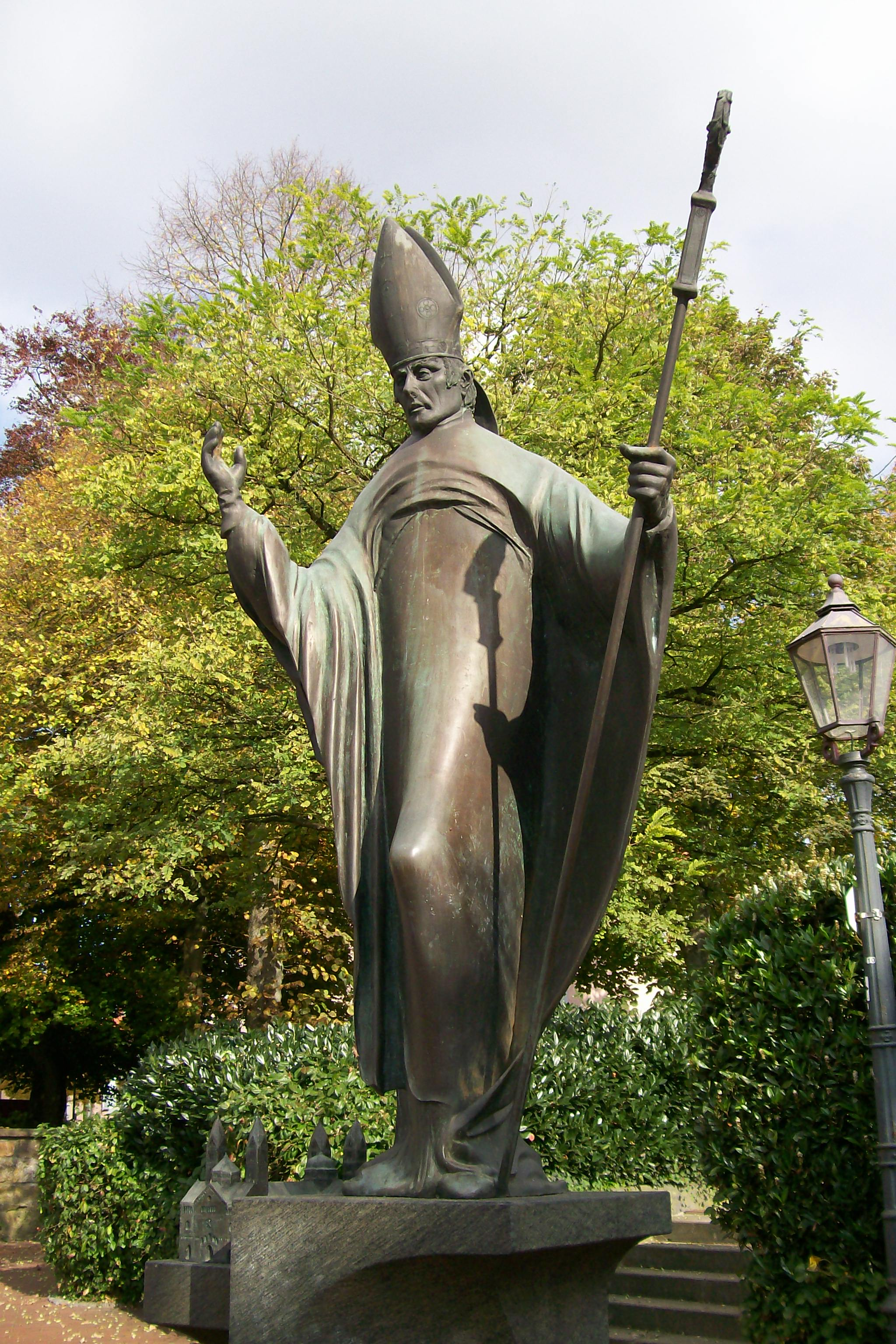
Bishop Benno II
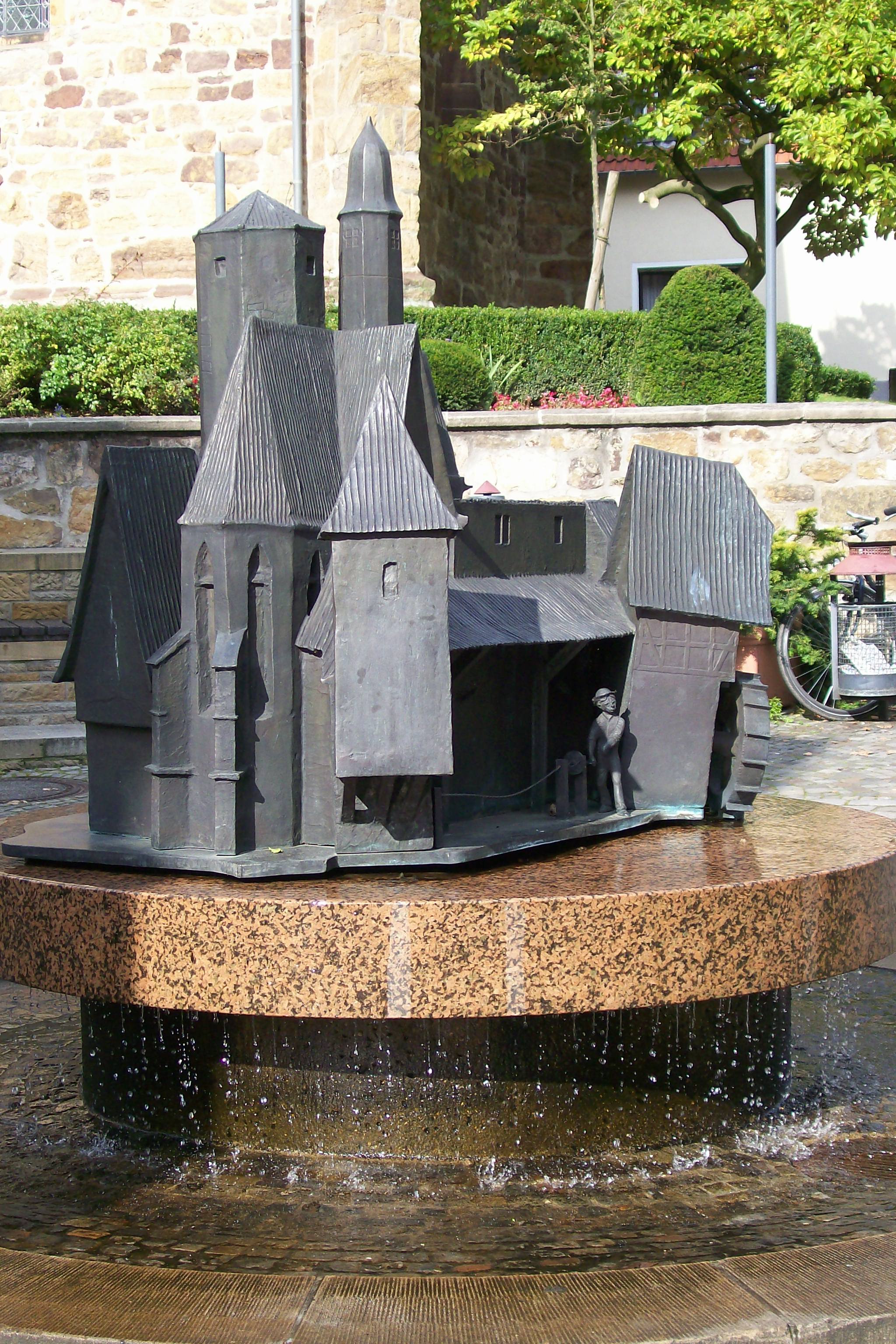
Handwerkerbrunnen
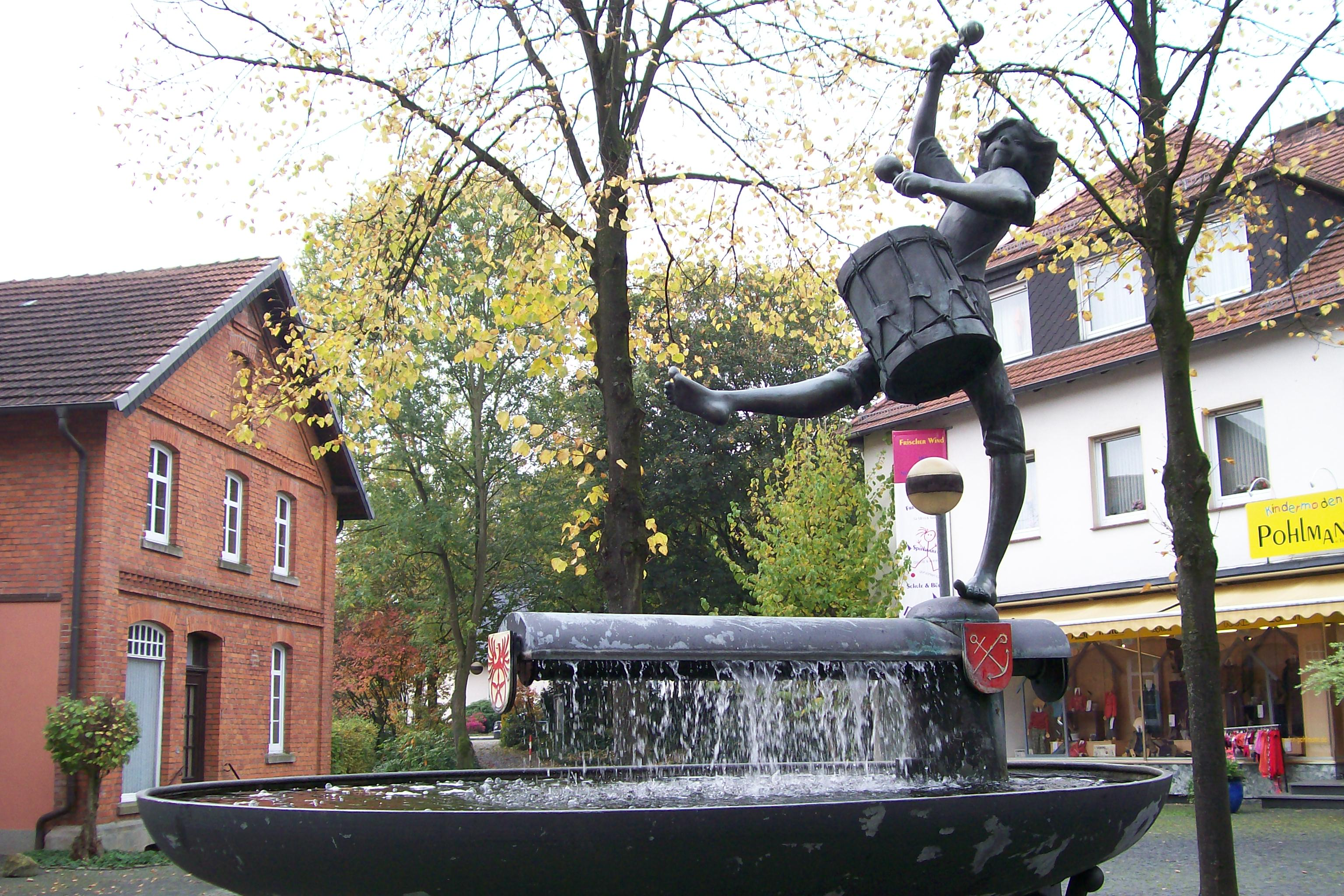
Trommlerbrunnen